# Liga národů UEFA 2018/2019
Liga národů UEFA 2018/19 byla prvním ročníkem soutěže Liga národů UEFA, mezinárodní fotbalové soutěže reprezentačních družstev mužů organizované asociací UEFA. Soutěže se zúčastnilo všech 55 členských asociací UEFA a konala se v období od září do listopadu 2018 (skupinová fáze) a v červnu 2019 (finálový turnaj). Výsledek tohoto ročníku také sloužil pro nasazení týmů do skupin pro kvalifikaci na Mistrovství Evropy ve fotbale 2020 a také pro určení míst v baráži (play-off), ze kterého vzejdou 4 z 24 účastníků zmíněného mistrovství.

## Formát
Formát a harmonogram Ligy národů UEFA byl formálně schválen Výkonným výborem UEFA dne 4. prosince 2014. Podle schváleného formátu bylo 55 národních týmů UEFA rozděleno do čtyř divizí ("ligy"): 12 týmů v Lize A, 12 týmů v Lize B, 15 týmů v Lize C a 16 týmů v Lize D. Pro první ročník Ligy národů UEFA 2018/19 byly týmy rozděleny podle jejich koeficientů UEFA po skončení kvalifikace na Mistrovství světa ve fotbale 2018 (kromě výsledků baráže), přičemž nejlépe hodnocené týmy budou hrát v Lize A, atd.
Každá divize ("liga") byla rozdělena do čtyř skupin se třemi nebo čtyřmi týmy, takže každý tým hrál čtyři nebo šest zápasů ve své skupině (každý s každým systémem doma/venku). Tato část se odehrála od září do listopadu 2018.
V nejvyšší divizi ("lize") A týmy soutěžily o celkové vítězství v Lize národů UEFA. Čtyři vítězové ligy A se kvalifikovali do finálového turnaje Ligy národů v červnu 2019, který se hrál ve vyřazovacím formátu (dvě semifinále, zápas o třetí místo a finále). Hostitelská země (Portugalsko) byla vybrána ze čtyř kvalifikovaných týmů v prosinci 2018 na výkonném výboru UEFA.
Týmy také soutěžily o postup do vyšší či sestup do nižší ligy. Z ligy B, C a D postoupili čtyři vítězové skupin o úroveň výše; z ligy A a B sestoupily poslední týmy o úroveň níže. Z ligy C, kvůli rozdílnému počtu týmů ve skupinách, sestoupily týmy ze čtvrtého místa a nejhorší tým ze třetího. Z ligy D se nesestupuovalo.

## Program Ligy národů
| Fáze            | Kolo         | Datum                 |
| --------------- | ------------ | --------------------- |
| Skupinová fáze  | 1. hrací den | 6.–8. září 2018       |
| Skupinová fáze  | 2. hrací den | 9.–11. září 2018      |
| Skupinová fáze  | 3. hrací den | 11.–13. říjen 2018    |
| Skupinová fáze  | 4. hrací den | 14.–16. říjen 2018    |
| Skupinová fáze  | 5. hrací den | 15.–17. listopad 2018 |
| Skupinová fáze  | 6. hrací den | 18.–20. listopad 2018 |
| Finálový turnaj | Semifinále   | 5.–6. červen 2019     |
| Finálový turnaj | o 3. místo   | 9. červen 2019        |
| Finálový turnaj | Finále       | 9. červen 2019        |

## Nasazení týmů

Mapa ukazuje rozdělení týmů do jednotlivých lig.
Tým se bude účastnit ligy A
Tým se bude účastnit ligy B
Tým se bude účastnit ligy C
Tým se bude účastnit ligy D

Všech 55 národních týmů UEFA je způsobilých soutěžit v Lize národů UEFA 2018/19. Ty jsou rozděleny do čtyř lig (12 týmů v lize A, 12 týmů v lize B, 15 týmů v lize C a 16 týmů v lize D) podle jejich koeficientů UEFA.
| Koš | Tým         | Koeficient | Pořadí |
| --- | ----------- | ---------- | ------ |
| 1   | Německo     | 40,747     | 1      |
| 1   | Portugalsko | 38,655     | 2      |
| 1   | Belgie      | 38,123     | 3      |
| 1   | Španělsko   | 37,311     | 4      |
| 2   | Francie     | 36,617     | 5      |
| 2   | Anglie      | 36,231     | 6      |
| 2   | Švýcarsko   | 34,986     | 7      |
| 2   | Itálie      | 34,426     | 8      |
| 3   | Polsko      | 32,982     | 9      |
| 3   | Island      | 31,155     | 10     |
| 3   | Chorvatsko  | 31,139     | 11     |
| 3   | Nizozemsko  | 29,866     | 12     |

| Koš | Tým                 | Koeficient | Pořadí |
| --- | ------------------- | ---------- | ------ |
| 1   | Rakousko            | 29,418     | 13     |
| 1   | Wales               | 29,269     | 14     |
| 1   | Rusko               | 29,258     | 15     |
| 1   | Slovensko           | 28,555     | 16     |
| 2   | Švédsko             | 28,487     | 17     |
| 2   | Ukrajina            | 28,286     | 18     |
| 2   | Irsko               | 28,249     | 19     |
| 2   | Bosna a Hercegovina | 28,200     | 20     |
| 3   | Severní Irsko       | 27,127     | 21     |
| 3   | Dánsko              | 27,052     | 22     |
| 3   | Česko               | 27,028     | 23     |
| 3   | Turecko             | 26,538     | 24     |

| Koš | Tým        | Koeficient | Pořadí |
| --- | ---------- | ---------- | ------ |
| 1   | Maďarsko   | 26,486     | 25     |
| 1   | Rumunsko   | 26,057     | 26     |
| 1   | Skotsko    | 25,662     | 27     |
| 1   | Slovinsko  | 25,148     | 28     |
| 2   | Řecko      | 24,931     | 29     |
| 2   | Srbsko     | 24,847     | 30     |
| 2   | Albánie    | 24,430     | 31     |
| 2   | Norsko     | 24,208     | 32     |
| 3   | Černá Hora | 23,912     | 33     |
| 3   | Izrael     | 22,792     | 34     |
| 3   | Bulharsko  | 22,091     | 35     |
| 3   | Finsko     | 20,501     | 36     |
| 4   | Kypr       | 19,491     | 37     |
| 4   | Estonsko   | 19,441     | 38     |
| 4   | Litva      | 18,101     | 39     |

| Koš | Tým               | Koeficient | Pořadí |
| --- | ----------------- | ---------- | ------ |
| 1   | Ázerbájdžán       | 17,761     | 40     |
| 1   | Severní Makedonie | 17,071     | 41     |
| 1   | Bělorusko         | 16,868     | 42     |
| 1   | Gruzie            | 16,523     | 43     |
| 2   | Arménie           | 15,846     | 44     |
| 2   | Lotyšsko          | 15,821     | 45     |
| 2   | Faerské ostrovy   | 15,490     | 46     |
| 2   | Lucembursko       | 14,231     | 47     |
| 3   | Kazachstán        | 13,431     | 48     |
| 3   | Moldavsko         | 13,130     | 49     |
| 3   | Lichtenštejnsko   | 10,950     | 50     |
| 3   | Malta             | 10,870     | 51     |
| 4   | Andorra           | 10,240     | 52     |
| 4   | Kosovo            | 9,950      | 53     |
| 4   | San Marino        | 8,190      | 54     |
| 4   | Gibraltar         | 7,550      | 55     |

Do stejné skupiny nemohly být kvůli mezinárodním konfliktům nalosovány týmy Ruska a Ukrajiny, stejně jako Arménie a Ázerbájdžánu. Kvůli zimnímu termínu zápasů mohly být ve skupině maximálně dva týmy z těchto vyjmenovaných: Norsko, Finsko, Estonsko, Litva. Kvůli omezení nadměrného cestování mohla být ve stejné skupině zároveň maximálně jedna kombinace týmů: Andorra a Kazachstán, Faerské ostrovy a Kazachstán, Gibraltar a Kazachstán, Gibraltar a Ázerbájdžán.

## Liga A
| Legenda                   |
| ------------------------- |
| Postup na finálový turnaj |

### Skupina 1
| Tým        | Z | V | R | P | VB | OB | +/- | B |
| ---------- | - | - | - | - | -- | -- | --- | - |
| Nizozemsko | 4 | 2 | 1 | 1 | 8  | 4  | 4   | 7 |
| Francie    | 4 | 2 | 1 | 1 | 4  | 4  | 0   | 7 |
| Německo    | 4 | 0 | 2 | 2 | 3  | 7  | -4  | 2 |

| Tým        | Německo   | Francie   | Nizozemsko |
| ---------- | --------- | --------- | ---------- |
| Německo    |           | 0:0 (0:0) | 2:2 (2:0)  |
| Francie    | 2:1 (0:1) |           | 2:1 (1:0)  |
| Nizozemsko | 3:0 (1:0) | 2:0 (1:0) |            |

### Skupina 2
| Tým       | Z | V | R | P | VB | OB | +/- | B |
| --------- | - | - | - | - | -- | -- | --- | - |
| Švýcarsko | 4 | 3 | 0 | 1 | 14 | 5  | 9   | 9 |
| Belgie    | 4 | 3 | 0 | 1 | 9  | 6  | 3   | 9 |
| Island    | 4 | 0 | 0 | 4 | 1  | 13 | -11 | 0 |

| Tým       | Belgie    | Švýcarsko | Island    |
| --------- | --------- | --------- | --------- |
| Belgie    |           | 2:1 (0:0) | 2:0 (0:0) |
| Švýcarsko | 5:2 (3:2) |           | 6:0 (2:0) |
| Island    | 0:3 (0:2) | 1:2 (0:0) |           |

### Skupina 3
| Tým         | Z | V | R | P | VB | OB | +/- | B |
| ----------- | - | - | - | - | -- | -- | --- | - |
| Portugalsko | 4 | 2 | 2 | 0 | 6  | 4  | 2   | 8 |
| Itálie      | 4 | 1 | 2 | 1 | 3  | 3  | 0   | 5 |
| Polsko      | 4 | 0 | 2 | 2 | 4  | 6  | -2  | 2 |

| Tým         | Portugalsko | Itálie    | Polsko    |
| ----------- | ----------- | --------- | --------- |
| Portugalsko |             | 1:0 (0:0) | 1:1 (1:0) |
| Itálie      | 0:0 (0:0)   |           | 1:1 (0:1) |
| Polsko      | 2:3 (1:2)   | 0:1 (0:0) |           |

### Skupina 4
| Tým        | Z | V | R | P | VB | OB | +/- | B |
| ---------- | - | - | - | - | -- | -- | --- | - |
| Anglie     | 4 | 2 | 1 | 1 | 6  | 5  | 1   | 7 |
| Španělsko  | 4 | 2 | 0 | 2 | 12 | 7  | 5   | 6 |
| Chorvatsko | 4 | 1 | 1 | 2 | 4  | 9  | -5  | 4 |

| Tým        | Španělsko | Anglie    | Chorvatsko |
| ---------- | --------- | --------- | ---------- |
| Španělsko  |           | 2:3 (0:3) | 6:0 (3:0)  |
| Anglie     | 1:2 (1:2) |           | 2:1 (0:0)  |
| Chorvatsko | 3:2 (0:0) | 0:0 (0:0) |            |

### Finálový turnaj
Losování proběhlo 3. prosince 2018 v Dublinu.
Kvalifikovaní:  Portugalsko,  Anglie,  Švýcarsko,  Nizozemsko
Všechny časy zápasů jsou uvedeny ve středoevropském letním čase (UTC +2).

#### Pavouk
|  | Semifinále | Semifinále       | Semifinále |  |  | Finále      | Finále      | Finále      |
|  |            |                  |            |  |  |             |             |             |
|  |            | Portugalsko      | 3          |  |  |             |             |             |
|  |            | Švýcarsko        | 1          |  |  |             |             |             |
|  |            |                  |            |  |  |             | Portugalsko | 1           |
|  |            |                  |            |  |  |             | Nizozemsko  | 0           |
|  |            | Nizozemsko (pp.) | 3          |  |  |             |             |             |
|  |            | Anglie           | 1          |  |  | Třetí místo | Třetí místo | Třetí místo |
|  |            |                  |            |  |  |             | Švýcarsko   | 0 (5)       |
|  |            |                  |            |  |  |             | Anglie      | 0 (6)       |

#### Semifinále
| 5. června 2019 20:45  |        |                      |                                                               |
| Portugalsko           | 3:1    | Švýcarsko            | Estádio do Dragão, Porto diváci: 42 415 rozhodčí: Felix Brych |
| Ronaldo 25', 88', 90' | Report | Rodríguez 57' (pen.) | Estádio do Dragão, Porto diváci: 42 415 rozhodčí: Felix Brych |

| 6. června 2019 20:45                     |         |                     |                                                                                |
| Nizozemsko                               | 3:1 pp. | Anglie              | Estádio D. Afonso Henriques, Guimarães diváci: 25 711 rozhodčí: Clément Turpin |
| de Ligt 73' Walker 97' (vl.) Promes 114' | Report  | Rashford 32' (pen.) | Estádio D. Afonso Henriques, Guimarães diváci: 25 711 rozhodčí: Clément Turpin |

#### Zápas o 3. místo
| 9. června 2019 15:00 |        |        |                                                                                |
| Švýcarsko            | 0:0    | Anglie | Estádio D. Afonso Henriques, Guimarães diváci: 15 742 rozhodčí: Ovidiu Hațegan |
|                      | Report |        | Estádio D. Afonso Henriques, Guimarães diváci: 15 742 rozhodčí: Ovidiu Hațegan |

|                                      |     | Penaltový rozstřel                            |  |
| Zuber Xhaka Akanji Mbabu Schär Drmić | 5:6 | Maguire Barkley Sancho Sterling Pickford Dier |  |

#### Finále
| 9. června 2019 20:45 |        |            |                                                                            |
| Portugalsko          | 1:0    | Nizozemsko | Estádio do Dragão, Porto diváci: 43 199 rozhodčí: Alberto Undiano Mallenco |
| Guedes 60'           | Report |            | Estádio do Dragão, Porto diváci: 43 199 rozhodčí: Alberto Undiano Mallenco |

## Liga B
| Legenda          |
| ---------------- |
| Postup do Ligy A |

### Skupina 1
| Tým       | Z | V | R | P | VB | OB | +/- | B |
| --------- | - | - | - | - | -- | -- | --- | - |
| Ukrajina  | 4 | 3 | 0 | 1 | 5  | 5  | 0   | 9 |
| Česko     | 4 | 2 | 0 | 2 | 4  | 4  | 0   | 6 |
| Slovensko | 4 | 1 | 0 | 3 | 5  | 5  | 0   | 3 |

| Tým       | Slovensko | Ukrajina  | Česko     |
| --------- | --------- | --------- | --------- |
| Slovensko |           | 4:1 (2:0) | 1:2 (0:0) |
| Ukrajina  | 1:0 (0:0) |           | 1:0 (1:0) |
| Česko     | 1:0 (1:0) | 1:2 (1:1) |           |

### Skupina 2
| Tým     | Z | V | R | P | VB | OB | +/- | B |
| ------- | - | - | - | - | -- | -- | --- | - |
| Švédsko | 4 | 2 | 1 | 2 | 5  | 3  | 2   | 7 |
| Rusko   | 4 | 2 | 1 | 1 | 4  | 3  | 1   | 7 |
| Turecko | 4 | 1 | 0 | 3 | 4  | 7  | -3  | 3 |

| Tým     | Rusko     | Švédsko   | Turecko   |
| ------- | --------- | --------- | --------- |
| Rusko   |           | 0:0 (0:0) | 2:0 (1:0) |
| Švédsko | 2:0 (1:0) |           | 2:3 (1:0) |
| Turecko | 1:2 (1:1) | 0:1 (0:0) |           |

### Skupina 3
| Tým                 | Z | V | R | P | VB | OB | +/- | B  |
| ------------------- | - | - | - | - | -- | -- | --- | -- |
| Bosna a Hercegovina | 4 | 3 | 1 | 0 | 5  | 1  | 4   | 10 |
| Rakousko            | 4 | 2 | 1 | 1 | 3  | 1  | 1   | 7  |
| Severní Irsko       | 4 | 0 | 0 | 4 | 2  | 7  | -5  | 0  |

| Tým                 | Rakousko  | Bosna a Hercegovina | Severní Irsko |
| ------------------- | --------- | ------------------- | ------------- |
| Rakousko            |           | 0:0 (0:0)           | 1:0 (0:0)     |
| Bosna a Hercegovina | 1:0 (0:0) |                     | 2:0 (1:0)     |
| Severní Irsko       | 1:2 (0:0) | 1:2 (0:1)           |               |

### Skupina 4
| Tým    | Z | V | R | P | VB | OB | +/- | B |
| ------ | - | - | - | - | -- | -- | --- | - |
| Dánsko | 4 | 2 | 2 | 0 | 4  | 1  | 3   | 8 |
| Wales  | 4 | 2 | 0 | 2 | 6  | 5  | 1   | 6 |
| Irsko  | 4 | 0 | 2 | 2 | 1  | 5  | -4  | 2 |

| Tým    | Wales     | Irsko     | Dánsko    |
| ------ | --------- | --------- | --------- |
| Wales  |           | 4:1 (3:0) | 1:2 (0:1) |
| Irsko  | 0:1 (0:0) |           | 0:0 (0:0) |
| Dánsko | 2:0 (1:0) | 0:0 (0:0) |           |

## Liga C
| Legenda          |
| ---------------- |
| Postup do Ligy B |

### Skupina 1
| Tým     | Z | V | R | P | VB | OB | +/- | B |
| ------- | - | - | - | - | -- | -- | --- | - |
| Skotsko | 4 | 3 | 0 | 1 | 10 | 4  | 6   | 9 |
| Izrael  | 4 | 2 | 0 | 2 | 6  | 5  | 1   | 6 |
| Albánie | 4 | 1 | 0 | 3 | 1  | 8  | -7  | 3 |

| Tým     | Skotsko   | Albánie   | Izrael    |
| ------- | --------- | --------- | --------- |
| Skotsko |           | 2:0 (0:0) | 3:2 (2:1) |
| Albánie | 0:4 (0:2) |           | 1:0 (0:0) |
| Izrael  | 2:1 (0:1) | 2:0 (1:0) |           |

### Skupina 2
| Tým      | Z | V | R | P | VB | OB | +/- | B  |
| -------- | - | - | - | - | -- | -- | --- | -- |
| Finsko   | 6 | 4 | 0 | 2 | 5  | 3  | 2   | 12 |
| Maďarsko | 6 | 3 | 1 | 2 | 9  | 6  | 3   | 10 |
| Řecko    | 6 | 3 | 0 | 3 | 5  | 6  | -1  | 9  |
| Estonsko | 6 | 1 | 1 | 4 | 4  | 8  | -4  | 4  |

| Tým      | Maďarsko  | Řecko     | Finsko    | Estonsko  |
| -------- | --------- | --------- | --------- | --------- |
| Maďarsko |           | 2:1 (2:1) | 2:0 (2:0) | 2:0 (1:0) |
| Řecko    | 1:0 (0:0) |           | 1:0 (1:0) | 0:1 (0:1) |
| Finsko   | 1:0 (1:0) | 2:0 (0:0) |           | 1:0 (1:0) |
| Estonsko | 3:3 (1:1) | 0:1 (0:1) | 0:1 (0:0) |           |

### Skupina 3
| Tým       | Z | V | R | P | VB | OB | +/- | B  |
| --------- | - | - | - | - | -- | -- | --- | -- |
| Norsko    | 6 | 4 | 1 | 1 | 7  | 2  | 5   | 13 |
| Bulharsko | 6 | 3 | 2 | 1 | 7  | 5  | 2   | 11 |
| Kypr      | 6 | 1 | 2 | 3 | 5  | 9  | -4  | 5  |
| Slovinsko | 6 | 0 | 3 | 3 | 5  | 8  | -3  | 3  |

| Tým       | Slovinsko | Norsko    | Bulharsko | Kypr      |
| --------- | --------- | --------- | --------- | --------- |
| Slovinsko |           | 1:1 (1:0) | 1:2 (1:1) | 1:1 (0:1) |
| Norsko    | 1:0 (1:0) |           | 1:0 (1:0) | 2:0 (1:0) |
| Bulharsko | 1:1 (0:0) | 1:0 (0:0) |           | 2:1 (0:1) |
| Kypr      | 2:1 (0:0) | 0:2 (0:1) | 1:1 (1:0) |           |

### Skupina 4
| Tým        | Z | V | R | P | VB | OB | +/- | B  |
| ---------- | - | - | - | - | -- | -- | --- | -- |
| Srbsko     | 6 | 4 | 2 | 0 | 11 | 4  | 7   | 14 |
| Rumunsko   | 6 | 3 | 3 | 0 | 8  | 3  | 5   | 11 |
| Černá Hora | 6 | 2 | 1 | 3 | 7  | 6  | 1   | 7  |
| Litva      | 6 | 0 | 0 | 6 | 3  | 16 | -13 | 0  |

| Tým        | Rumunsko  | Srbsko    | Černá Hora | Litva     |
| ---------- | --------- | --------- | ---------- | --------- |
| Rumunsko   |           | 0:0 (0:0) | 0:0 (0:0)  | 3:0 (2:0) |
| Srbsko     | 2:2 (1:0) |           | 2:1 (2:0)  | 4:1 (0:0) |
| Černá Hora | 0:1 (0:1) | 0:2 (0:1) |            | 2:0 (2:0) |
| Litva      | 1:2 (0:1) | 0:1 (0:1) | 1:4 (0:2)  |           |

## Liga D
| Legenda          |
| ---------------- |
| Postup do Ligy C |

### Skupina 1
| Tým        | Z | V | R | P | VB | OB | +/- | B  |
| ---------- | - | - | - | - | -- | -- | --- | -- |
| Gruzie     | 6 | 5 | 1 | 0 | 12 | 2  | 10  | 16 |
| Kazachstán | 6 | 1 | 3 | 2 | 8  | 7  | 1   | 6  |
| Lotyšsko   | 6 | 0 | 4 | 2 | 2  | 6  | -4  | 4  |
| Andorra    | 6 | 0 | 4 | 2 | 2  | 9  | -7  | 4  |

| Tým        | Gruzie    | Lotyšsko  | Kazachstán | Andorra   |
| ---------- | --------- | --------- | ---------- | --------- |
| Gruzie     |           | 1:0 (0:0) | 2:1 (0:0)  | 3:0 (1:0) |
| Lotyšsko   | 0:3 (0:2) |           | 1:1 (0:1)  | 0:0 (0:0) |
| Kazachstán | 0:2 (0:0) | 1:1 (1:0) |            | 4:0 (2:0) |
| Andorra    | 1:1 (0:1) | 0:0 (0:0) | 1:1 (0:0)  |           |

### Skupina 2
| Tým         | Z | V | R | P | VB | OB | +/- | B  |
| ----------- | - | - | - | - | -- | -- | --- | -- |
| Bělorusko   | 6 | 4 | 2 | 0 | 10 | 0  | 10  | 14 |
| Lucembursko | 6 | 3 | 1 | 1 | 11 | 4  | 7   | 10 |
| Moldavsko   | 6 | 2 | 3 | 1 | 4  | 5  | -1  | 9  |
| San Marino  | 6 | 0 | 0 | 6 | 0  | 17 | -17 | 0  |

| Tým         | Bělorusko | Lucembursko | Moldavsko | San Marino |
| ----------- | --------- | ----------- | --------- | ---------- |
| Bělorusko   |           | 1:0 (1:0)   | 0:0 (0:0) | 5:0 (2:0)  |
| Lucembursko | 0:2 (1:0) |             | 4:0 (1:0) | 3:0 (1:0)  |
| Moldavsko   | 0:0 (0:0) | 1:1 (0:0)   |           | 2:0 (1:0)  |
| San Marino  | 0:2 (0:1) | 0:3 (0:2)   | 0:1 (0:0) |            |

### Skupina 3
| Tým             | Z | V | R | P | VB | OB | +/- | B  |
| --------------- | - | - | - | - | -- | -- | --- | -- |
| Kosovo          | 6 | 4 | 2 | 0 | 15 | 2  | 13  | 14 |
| Ázerbájdžán     | 6 | 2 | 3 | 1 | 7  | 6  | 1   | 9  |
| Faerské ostrovy | 6 | 1 | 2 | 3 | 5  | 10 | -5  | 5  |
| Malta           | 6 | 0 | 3 | 3 | 5  | 14 | -9  | 3  |

| Tým             | Ázerbájdžán | Faerské ostrovy | Malta     | Kosovo    |
| --------------- | ----------- | --------------- | --------- | --------- |
| Ázerbájdžán     |             | 2:0 (2:0)       | 1:1 (0:1) | 0:0 (0:0) |
| Faerské ostrovy | 0:3 (0:1)   |                 | 3:1 (2:1) | 1:1 (0:1) |
| Malta           | 1:1 (1:1)   | 1:1 (1:1)       |           | 0:5 (0:1) |
| Kosovo          | 4:0 (1:0)   | 2:0 (0:0)       | 3:1 (1:0) |           |

### Skupina 4
| Tým               | Z | V | R | P | VB | OB | +/- | B  |
| ----------------- | - | - | - | - | -- | -- | --- | -- |
| Severní Makedonie | 6 | 5 | 0 | 1 | 14 | 5  | 9   | 15 |
| Arménie           | 6 | 3 | 1 | 2 | 14 | 8  | 6   | 10 |
| Gibraltar         | 6 | 2 | 0 | 4 | 5  | 15 | -10 | 6  |
| Lichtenštejnsko   | 6 | 1 | 1 | 4 | 7  | 12 | -5  | 4  |

| Tým               | Severní Makedonie | Arménie   | Lichtenštejnsko | Gibraltar |
| ----------------- | ----------------- | --------- | --------------- | --------- |
| Severní Makedonie |                   | 2:0 (1:0) | 4:1 (3:1)       | 4:0 (1:0) |
| Arménie           | 4:0 (1:0)         |           | 2:1 (1:1)       | 0:1 (0:0) |
| Lichtenštejnsko   | 0:2 (0:0)         | 2:2 (1:1) |                 | 2:0 (1:0) |
| Gibraltar         | 0:2 (0:2)         | 2:6 (1:1) | 2:1 (0:1)       |           |

## Celkové pořadí
Celkové pořadí bylo použito pro nasazování do kvalifikačních košů pro kvalifikaci na Mistrovství Evropy ve fotbale 2020.
| Pořadí | Tým         | Zápasy | Body |
| ------ | ----------- | ------ | ---- |
| 1      | Portugalsko | 4      | 8    |
| 2      | Nizozemsko  | 4      | 7    |
| 3      | Anglie      | 4      | 7    |
| 4      | Švýcarsko   | 4      | 9    |
|        |             |        |      |
| 5      | Belgie      | 4      | 9    |
| 6      | Francie     | 4      | 7    |
| 7      | Španělsko   | 4      | 6    |
| 8      | Itálie      | 4      | 5    |
|        |             |        |      |
| 9      | Chorvatsko  | 4      | 4    |
| 10     | Polsko      | 4      | 2    |
| 11     | Německo     | 4      | 2    |
| 12     | Island      | 4      | 0    |

| Pořadí | Tým                 | Zápasy | Body |
| ------ | ------------------- | ------ | ---- |
| 13     | Bosna a Hercegovina | 4      | 10   |
| 14     | Ukrajina            | 4      | 9    |
| 15     | Dánsko              | 4      | 8    |
| 16     | Švédsko             | 4      | 7    |
|        |                     |        |      |
| 17     | Rusko               | 4      | 7    |
| 18     | Rakousko            | 4      | 7    |
| 19     | Wales               | 4      | 6    |
| 20     | Česko               | 4      | 6    |
|        |                     |        |      |
| 21     | Slovensko           | 4      | 3    |
| 22     | Turecko             | 4      | 3    |
| 23     | Irsko               | 4      | 2    |
| 24     | Severní Irsko       | 4      | 0    |

| Pořadí | Tým        | Zápasy | Body |
| ------ | ---------- | ------ | ---- |
| 25     | Skotsko    | 4      | 9    |
| 26     | Norsko     | 4      | 9    |
| 27     | Srbsko     | 4      | 8    |
| 28     | Finsko     | 4      | 6    |
|        |            |        |      |
| 29     | Bulharsko  | 4      | 7    |
| 30     | Izrael     | 4      | 6    |
| 31     | Maďarsko   | 4      | 6    |
| 32     | Rumunsko   | 4      | 6    |
|        |            |        |      |
| 33     | Řecko      | 4      | 6    |
| 34     | Albánie    | 4      | 3    |
| 35     | Černá Hora | 4      | 1    |
| 36     | Kypr       | 4      | 1    |
|        |            |        |      |
| 37     | Estonsko   | 6      | 4    |
| 38     | Slovinsko  | 6      | 3    |
| 39     | Litva      | 6      | 0    |

| Pořadí | Tým               | Zápasy | Body |
| ------ | ----------------- | ------ | ---- |
| 40     | Gruzie            | 6      | 16   |
| 41     | Severní Makedonie | 6      | 15   |
| 42     | Kosovo            | 6      | 14   |
| 43     | Bělorusko         | 6      | 14   |
|        |                   |        |      |
| 44     | Lucembursko       | 6      | 10   |
| 45     | Arménie           | 6      | 10   |
| 46     | Ázerbájdžán       | 6      | 9    |
| 47     | Kazachstán        | 6      | 6    |
|        |                   |        |      |
| 48     | Moldavsko         | 6      | 9    |
| 49     | Gibraltar         | 6      | 6    |
| 50     | Faerské ostrovy   | 6      | 5    |
| 51     | Lotyšsko          | 6      | 4    |
|        |                   |        |      |
| 52     | Andorra           | 6      | 4    |
| 53     | Lichtenštejnsko   | 6      | 4    |
| 54     | Malta             | 5      | 3    |
| 55     | San Marino        | 6      | 0    |

## Nasazení do play-off o Euro 2020
Týmy, které nezískají přímý postup na Euro 2020 z kvalifikace, si mohou zajistit místo na finálovém turnaji prostřednictvím play-off Ligy národů. Každé ze 4 lig (A až D) bude přiděleno jedno účastnické místo na Euro 2020 – o ně budou hrát 4 nejlépe postavené týmy ligy, které si nezajistily přímý postup z kvalifikace. Zápasy play-off Ligy národů se odehrají v březnu 2020.
| Legenda                    |
| -------------------------- |
| Přímý postup z kvalifikace |
| Postup do play-off         |
| Vyřazení                   |

| Liga A                      | Liga A |
| Tým                         | Pořadí |
| --------------------------- | ------ |
| Portugalsko (vítěz skupiny) | 1      |
| Nizozemsko (vítěz skupiny)  | 2      |
| Anglie (vítěz skupiny)      | 3      |
| Švýcarsko (vítěz skupiny)   | 4      |
| Belgie                      | 5      |
| Francie                     | 6      |
| Španělsko                   | 7      |
| Itálie                      | 8      |
| Chorvatsko                  | 9      |
| Polsko                      | 10     |
| Německo                     | 11     |
| Island                      | 12     |

| Liga B                              | Liga B |
| Tým                                 | Pořadí |
| ----------------------------------- | ------ |
| Bosna a Hercegovina (vítěz skupiny) | 13     |
| Ukrajina (vítěz skupiny)            | 14     |
| Dánsko (vítěz skupiny)              | 15     |
| Švédsko (vítěz skupiny)             | 16     |
| Rusko                               | 17     |
| Rakousko                            | 18     |
| Wales                               | 19     |
| Česko                               | 20     |
| Slovensko                           | 21     |
| Turecko                             | 22     |
| Irsko                               | 23     |
| Severní Irsko                       | 24     |

| Liga C                  | Liga C |
| Tým                     | Pořadí |
| ----------------------- | ------ |
| Skotsko (vítěz skupiny) | 25     |
| Norsko (vítěz skupiny)  | 26     |
| Srbsko (vítěz skupiny)  | 27     |
| Finsko (vítěz skupiny)  | 28     |
| Bulharsko               | 29     |
| Izrael                  | 30     |
| Maďarsko                | 31     |
| Rumunsko                | 32     |
| Řecko                   | 33     |
| Albánie                 | 34     |
| Černá Hora              | 35     |
| Kypr                    | 36     |
| Estonsko                | 37     |
| Slovinsko               | 38     |
| Litva                   | 39     |

| Liga D                            | Liga D |
| Tým                               | Pořadí |
| --------------------------------- | ------ |
| Gruzie (vítěz skupiny)            | 40     |
| Severní Makedonie (vítěz skupiny) | 41     |
| Kosovo (vítěz skupiny)            | 42     |
| Bělorusko (vítěz skupiny)         | 43     |
| Lucembursko                       | 44     |
| Arménie                           | 45     |
| Ázerbájdžán                       | 46     |
| Kazachstán                        | 47     |
| Moldavsko                         | 48     |
| Gibraltar                         | 49     |
| Faerské ostrovy                   | 50     |
| Lotyšsko                          | 51     |
| Lichtenštejnsko                   | 52     |
| Andorra                           | 53     |
| Malta                             | 54     |
| San Marino                        | 55     |